# Мацуда (Канаґава)

35°20′54″ пн. ш. 139°8′22″ сх. д. / 35.34833° пн. ш. 139.13944° сх. д.
Ма́цуда (яп. 松田町, まつだまち, МФА: [mat͡su̥da mat͡ɕi̥]) — містечко в Японії, в повіті Асіґара-Камі префектури Канаґава. Станом на 1 квітня 2009 площа містечка становила 37,75 км². Станом на 1 липня 2011 населення містечка становило 11 733 осіб.